# دانيال نيوتن (لاعب اتحاد الرغبي)
دانيال نيوتن (بالإنجليزية: Daniel Newton)‏ هو لاعب اتحاد الرغبي بريطاني، ولد في 30 ديسمبر 1989 في كارماذن ‏ في المملكة المتحدة.